# Алекс Міллер
Алекс Міллер (англ. Alex Miller, нар. 4 липня 1949, Глазго) — шотландський футболіст, що грав на позиції захисника. По завершенні ігрової кар'єри — тренер.

## Ігрова кар'єра
У дорослому футболі дебютував 1967 року виступами за команду клубу «Рейнджерс», в якій провів п'ятнадцять сезонів і за цей час взявши участь у 306 матчах в усіх турнірах, в яких забив 30 голів. Восени 1970 року він виграв свій перший титул з командою, фінал Кубка шотландської ліги. Втім під час тренерства Віллі Воддела Міллер був переважно гравцем запасу, тому в одному з найбільших успіхів історії клубу, тріумфу у фіналі Кубка володарів кубків 1972 року, Міллер на поле не виходив. І лише після приходу на тренерський місток Джока Воллеса Міллер став основним гравцем.
Загалом же за час виступів у рідному клубі тричі виборював титул чемпіона Шотландії, по п'ять разів був володарем Кубка Шотландії та Кубка шотландської ліги, а також одного разу став володарем Кубка володарів кубків УЄФА. Крім того Міллер відіграв у програному фіналі шотландського Кубка 1971 року проти «Селтіка», незважаючи на зламану щелепу. Завершив виступи за клуб у 1982 році.
Протягом 1983 років працював граючим тренером у гонконзькій команді «Саут Чайна» та шотландському «Мортоні», після чого остаточно перейшов на тренерську роботу.

## Кар'єра тренера
Міллер був призначений граючим тренером клубу «Саут Чайна» в 1983 році, але не зміг врятувати клуб від вильоту з вищого дивізіону чемпіонату Гонконгу. Пізніше він недовго був граючим тренером «Мортона», але того ж року несподівано перейшов на роботу головного тренера до їх основних суперників, клубу «Сент-Міррен», який знаходився в той час у вищому дивізіоні Шотландії. Міллер керував клубом з 1983 по 1986 рік і сформував склад, який виграла Кубок шотландської ліги 1987 року.
1986 року став головним тренером команди «Гіберніан» і тренував команду з Единбурга десять років. Початок роботи з командою припав на важкий період в історії клубу, який зазнав фінансових проблем. Втім Міллер зумів покращити становище і привів команду до перемоги в Кубку шотландської ліги 1991/92, пройшовши «Рейнджерс» в півфіналі (1:0) і «Данфермлін Атлетік» в фіналі (2:0). Завдяки цьому «Гібс» кваліфікувався у Кубок УЄФА, де програв бельгійському «Андерлехту». Згодом «Гібс» дістався фінального матчу Кубка шотландської ліги 1993 року, але на цей раз програв «Рейнджерсу» (1:2). Пізніше закінчив сезон 1994/95 на третьому місці у чемпіонаті, показавши найкращий результат за останні десятиліття (клуб повторив досягнення сезону 1975/76, після чого незмінно займав місця нижче у турнірній таблиці і навіть вилітав у нижчий дивізіон). У 1996 році Міллер був звільнений клубом.
Після цього Алекс відправився в англійський «Ковентрі Сіті», прийнявши пропозицію від свого шотландського співвітчизника Гордона Стракана, щоб стати помічником менеджера. Втім вже наступного року Міллер покинув посаду для того аби знову стати головним тренером, очоливши «Абердин». Проте робота з цим клубом не вийшла успішною і його замінили в 1998 році на Пола Геґарті.
Того ж року Міллер приєднався до «Ліверпуля» як директор скаутського відділу за часів тренерства Жерара Ульє. Однак, коли Рафаель Бенітес був призначений новим менеджером «Ліверпуля» у 2004 році, він реорганізував систему скаутінгу і Міллер був переведений на посаду першого тренера команди, допомагаючи клубу виграти Лігу чемпіонів та Суперкубок УЄФА у 2005 році, а також Кубок і Суперкубок Англії в 2006 році.
Міллер покинув «Ліверпуль» у травні 2008 року, щоб керувати японською командою «ДЖЕФ Юнайтед». Незважаючи на те, що клуб здобув всього два очки з одинадцяти ігор, Міллеру вдалося врятувати команду від вильоту. Тим не менш, після ряду поганих результатів у наступному сезоні, в якому клуб перебував у зоні вильоту, контракт Міллера був припинений клубом у липні 2009 року.
Провівши рік без клубу, 22 червня 2010 року Міллер був призначений менеджером шведської команди АІК. Він залишив у листопаді 2010 року, по завершенні сезону, за результатом якого АІК опинився на 11-му місці з 16 команд Аллсвенскан.
У січні 2012 року Міллер був призначений головним тренером клубу другого за рівнем російського дивізіону «Сибіра», ставши першим британським головним тренером в історії російського футболу. Втім Міллер покинув клуб лише після дев'яти матчів на чолі команди, в яких здобув лише одну перемогу.
Міллер повернувся в «Сент-Міррен» 3 листопада 2015 року як помічник менеджера Яна Мюррея і ненадовго ставав виконувачем обов'язків головного тренера після того, як Мюррей пішов у відставку в грудні.

## Титули і досягнення

### Як гравця
- Чемпіон Шотландії (3):

«Рейнджерс»: 1974–75, 1975–76, 1977–78
- Володар Кубка Шотландії (5):

«Рейнджерс»: 1972–73, 1975–76, 1977–78, 1978–79, 1980–81
- Володар Кубка шотландської ліги (5):

«Рейнджерс»: 1970–71, 1975–76, 1977–78, 1978–79, 1981–82
- Володар Кубка Кубків УЄФА (1):

«Рейнджерс»: 1971–72

### Як тренера
- Володар Кубка шотландської ліги (1):

«Гіберніан»: 1990–91